# Simplon-hágó
A Simplon-hágó (olaszul Sempione) a svájci Alpokban található 2008 méter tengerszint feletti magasságú hágó. Wallis kantonban Briget köti össze Domodossola városával Olaszországban. Maga a hágó és a környező falvak Svájchoz tartoznak. A hágó alatt építették meg a Simplon-alagutat a 20. század elején, amellyel vasúti összeköttetés teremtettek a két ország között.

## Történelem

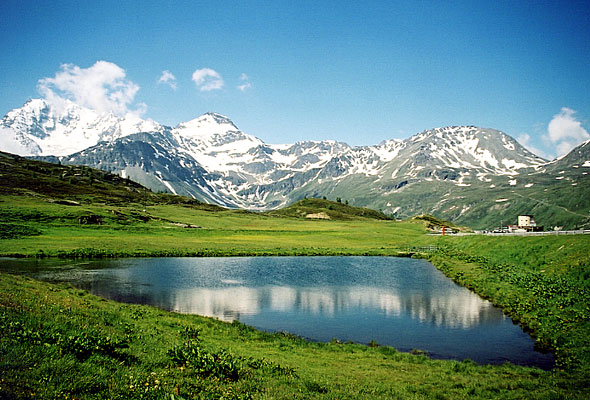
Simplon-hágó

A hágót évszázadokon keresztül használták helyi közlekedésre, de csak a napóleoni háborúk alatt lett először nemzetközileg lényeges. A francia császár parancsára 1801 és 1805 között út lett építve Nicolas Céard mérnök irányítása alatt, hogy tüzérségi fegyvereket szállíthassanak a Rhône-völgy és Itália között. Ezután az utat postakocsik használták, melyek a 20. század elején postabuszokkal lettek lecserélve.
Az utat időnként tökéletesítették és az 1950-es években a kantoni hatóságok tervezték, hogy az utat nyitva tartják egész éven át, és nem fogják lezárni októbertől áprilisig mint a többi hasonló magasságon levő utat. Több hosszú lavinamenedéket építettek, valamint kiszélesítették az alagutakat, hogy a turistabuszok, melyek a postabuszoknál magasabbak voltak, szintén használhassák az utat. 1970 októberében újságírók egy csoportja meg lett hívva, hogy nézzék meg a munkálatokat, majd kijelentették, hogy habár még 5 év munka maradt hátra, a 42,5 km-ből 37 be lett fejezve, és az utat használni lehet.